# Moyuta
Moyuta – niewielka miejscowość w południowo-wschodniej Gwatemali, w departamencie Jutiapa, około 50 km na południowy zachód od stolicy departamentu, miasta Jutiapa, oraz około 15 km na zachód od granicy z Salwadorem. Miasto leży na wyżynie, u podnóża nieaktywnego wulkanu Moyuta (1661 m n.p.m.), na wysokości 1237 m n.p.m. Według danych szacunkowych w 2012 roku liczba ludności miasta wyniosła 14 974 mieszkańców.

## Gmina Moyuta
Jest siedzibą władz gminy o tej samej nazwie, która w 2012 roku liczyła 39 024 mieszkańców. Gmina jak na warunki Gwatemali jest średniej wielkości, a jej powierzchnia obejmuje 380 km². Gmina ma charakter rolniczy.